# Till-Joscha Jönke
Till-Joscha Jönke (Düsseldorf, 4 gennaio 1992) è un cestista tedesco.